# Ir. De Kock van Leeuwensluis

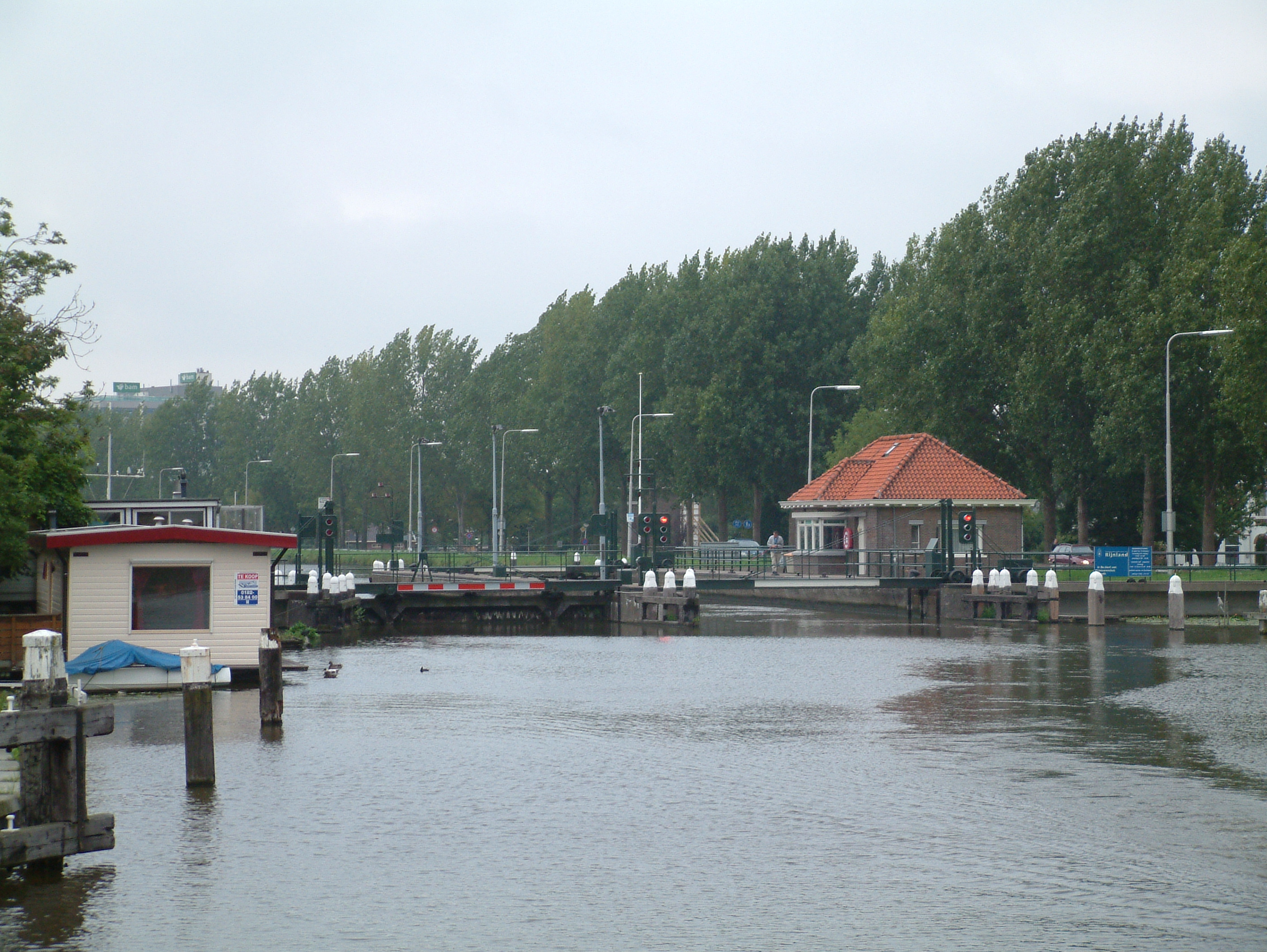
Keersluis en schutsluis

De Ir. De Kock van Leeuwensluis is een schutsluis met roldeuren, gekoppeld aan de ten westen van de schutsluis liggende keersluis. De vaarweg is CEMT-klasse II.
Er ligt over beide deuren een rolbrug, waar op hun beurt de deuren aan hangen en in de sluis rollen. Deze constructie komt verder weinig voor.
De sluis is (nog) niet via de marifoon aan te roepen, wordt gratis bediend.
Op 10 februari 1944 was de sluis het waarschijnlijke doel van een aanval door geallieerde bommenwerpers. De bommen troffen geen doel, maar de schade in de omgeving was aanzienlijk.

## Foto's

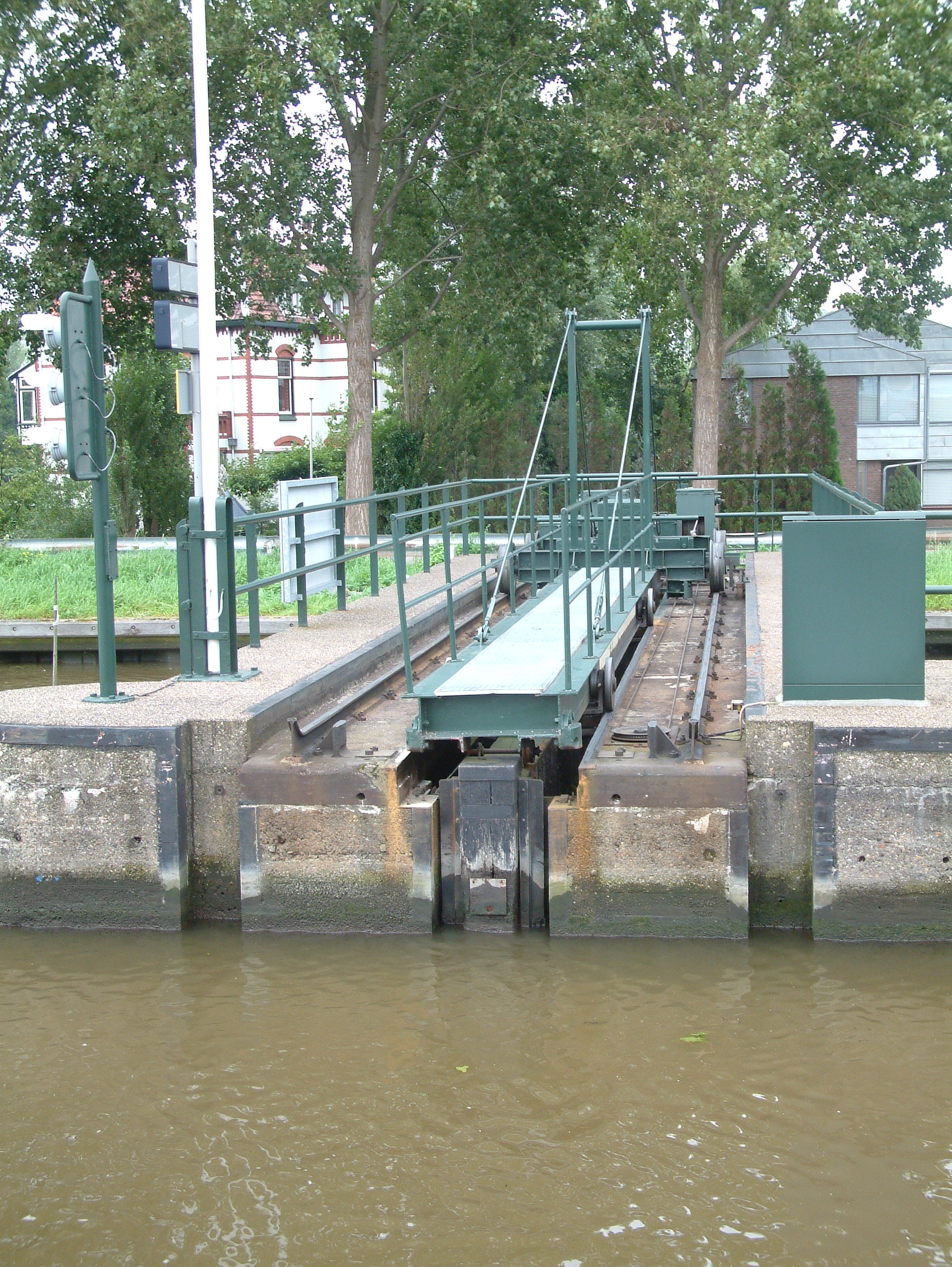
Nog ingeschoven deur
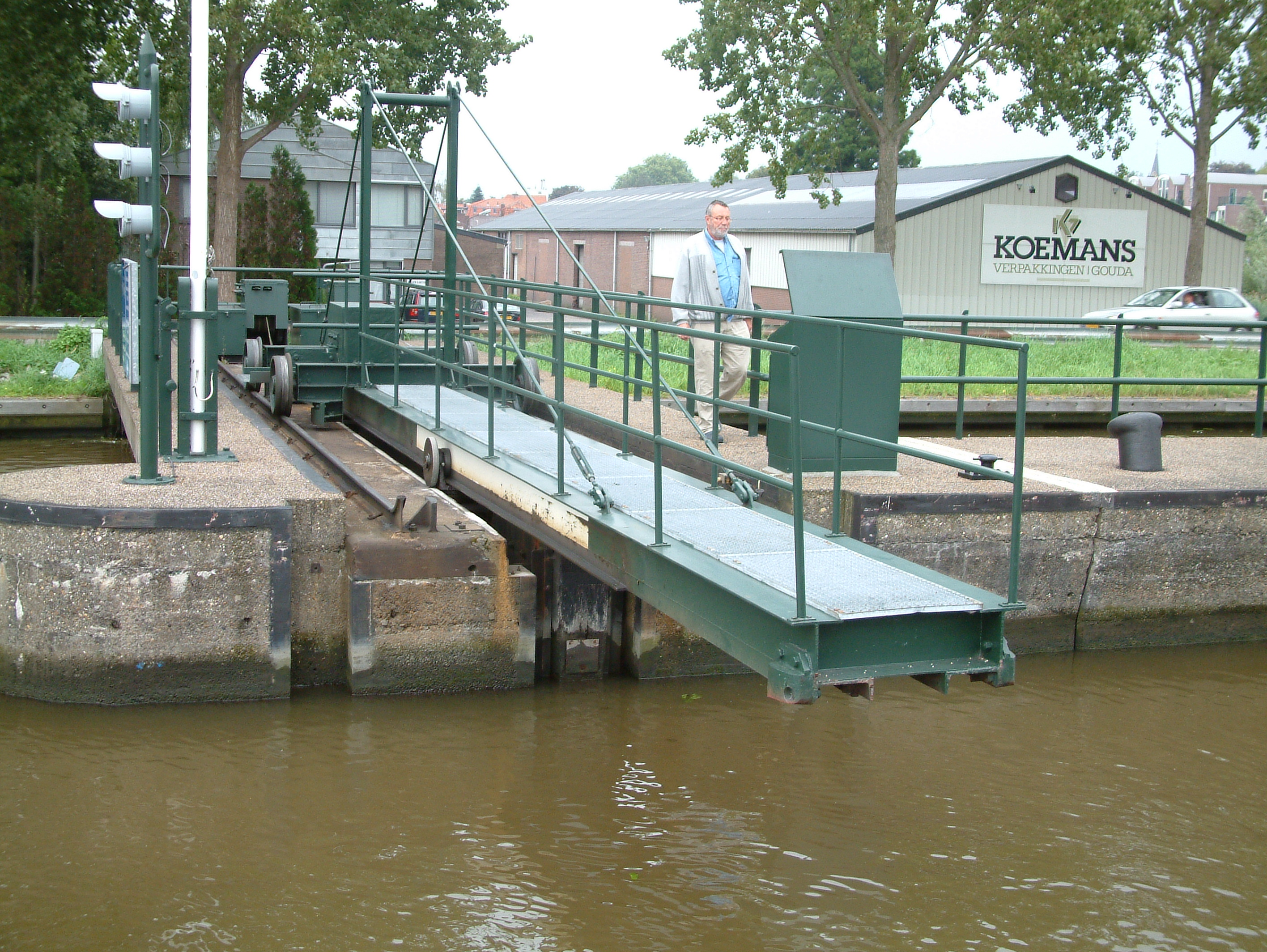
De brug rolt over de sluis
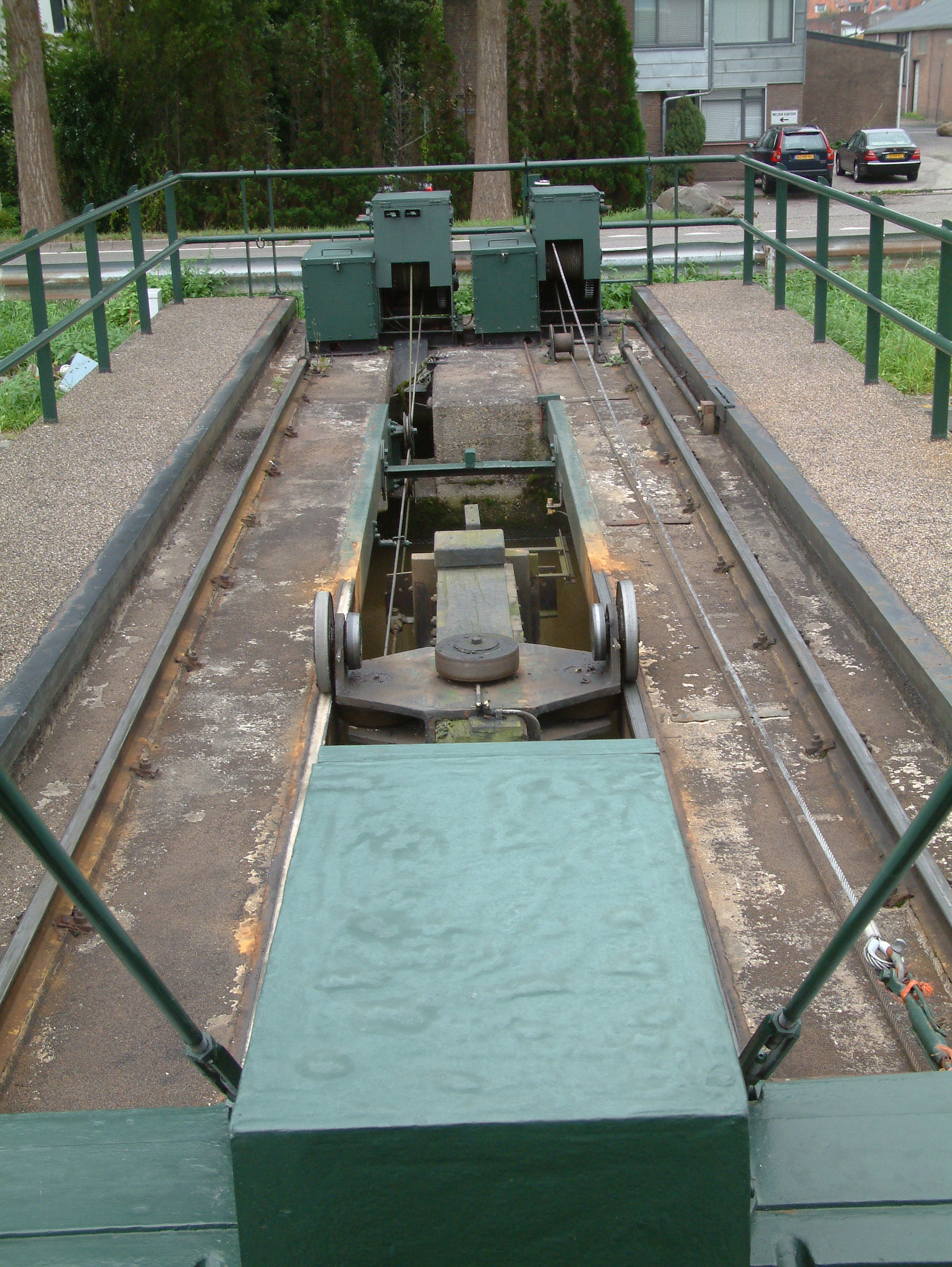
De deur rolt, hangend aan de brug, in de sluis
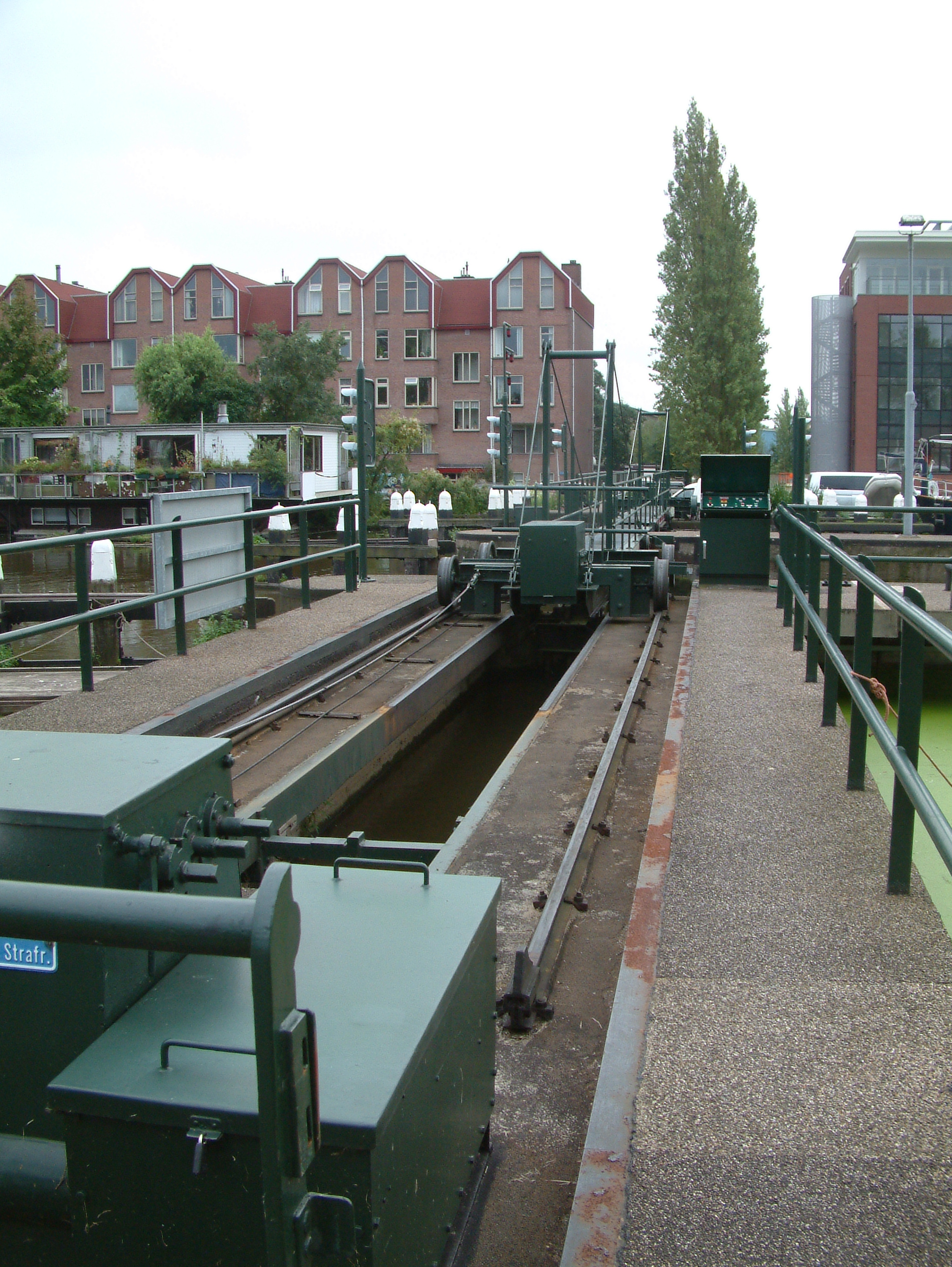
De deur is uitgeschoven en rust met rubber afdichtingen op de drempel van de sluis

Straten en pleinen: Achter de Kerk · Achter de Vismarkt · Hoge Gouwe · Kleiweg · Lage Gouwe · Markt · Naaierstraat · Oosthaven · Spieringstraat · Tiendeweg · Turfmarkt · Westhaven

Sluizen: Donkere sluis · Hanepraaisluis · Havensluis · Ir. De Kock van Leeuwensluis · Julianasluis · Mallegatsluis · Moordrechtse Verlaat · Waaiersluis

Grachten en singels: Gouwe · Haven · Karnemelksloot · Turfmarkt · Turfsingel